# Dyjička
Dyjička (německy Klein Deitz, dříve též Malá Deje či Dejčka) je malá vesnice, část obce Dyjice v okrese Jihlava. Nachází se asi 1,5 km na sever od Dyjice. V roce 2009 zde bylo evidováno 19 adres. V roce 2001 zde trvale žilo 39 obyvatel.
Dyjička je také název katastrálního území o rozloze 1,29 km2. Dyjička leží i v katastrálním území Rozsíčky u Telče o rozloze 9,14 km2.

## Název
Název se vyvíjel od varianty Mala Dyczka (1580), Klein Degcže (1718), Klein Deytze (1720), Klein Degcz (1751), Klein Deitz a Malá Degce (1846), Klein Deitz a Malá Dyjice (1872), Malá Dyjička (1881), Klein Deitz a Malý Dýč (1885), Klein Deitz, Malý Dýč a Dyjička (1893) až k ustálené verzi Dyjička v roce 1924. Místní jméno je zdrobnělinou názvu blízké obce Dyjice, které vzniklo ze slova Dyjiště, tedy místo, kde teče Dyje a přeneseně osada, která leží na Dyjici. Od 18. až 19. století je používán přívlastek Klein či česky Malá.

## Historie
První písemná zmínka o obci pochází z roku 1364. V letech 1869–1880 spadala pod obce Dyjice, od 1. dubna 1980 do 31. prosince 1991 byla místní částí Telče a od 1. ledna 1992 je opět místní částí Dyjice.

## Přírodní poměry
Dyjička leží v okrese Jihlava v Kraji Vysočina. Nachází se 2 km jižně od Žatce, 1 km jihozápadně od Stranné, 5,5 km západně od Olšan, 8 km severozápadně od Staré Říše, 2 km severně od Dyjic, 4,5 km severovýchodně od Telče a 1 km jihovýchodně od Dolních Dvorců. Geomorfologicky je oblast součástí Česko-moravské subprovincie, konkrétně Křižanovské vrchoviny a jejího podcelku Brtnická vrchovina, v jejíž rámci spadá pod geomorfologický okrsek Markvartická pahorkatina. Průměrná nadmořská výška činí 540 metrů. Nejvyšší bod, Hochův kopec (653 m n. m.), leží jihovýchodně od vsi. Západní hranici katastru tvoří Moravská Dyje.

## Obyvatelstvo
Podle sčítání 1930 zde žilo v 8 domech 95 obyvatel. 93 obyvatel se hlásilo k československé národnosti. Žilo zde 93 římských katolíků.
| Rok            | 1869 | 1880 | 1890 | 1900 | 1910 | 1921 | 1930 | 1950 | 1961 | 1970 | 1980 | 1991 | 2001 | 2011 |
| -------------- | ---- | ---- | ---- | ---- | ---- | ---- | ---- | ---- | ---- | ---- | ---- | ---- | ---- | ---- |
| Počet obyvatel | 62   | 108  | 120  | 107  | 115  | 122  | 95   | 62   | 79   | 96   | 53   | 32   | 39   | 44   |

## Hospodářství a doprava
Obcí prochází místní komunikace, která se severně napojuje na silnici II. třídy č. 23 ze Staré Říše do Dolních Dvorců a Telče.

## Školství, kultura a sport
Místní děti dojíždějí do základní školy v Telči.

## Pamětihodnosti
- Venkovská usedlost čp. 4